# Prêt-à-porter

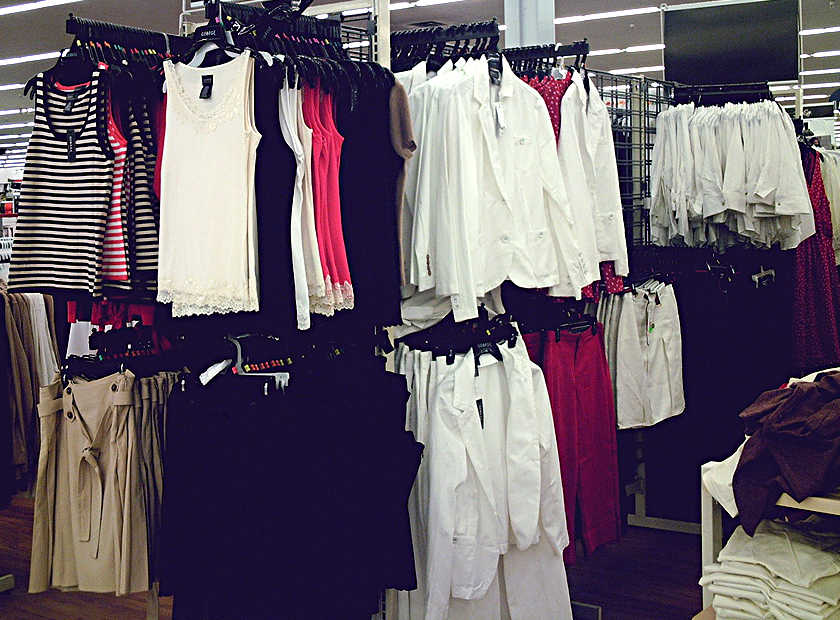
En klädkollektion i butik.

Prêt-à-porter [/pʁɛ.ta pɔʁ.te/] (franska, färdig att bära) är färdigsydda massproducerade kläder, ofta ungdomliga och avantgardistiska, framtagna av modeskapare. Prêt-à-porter ställs i kontrast till den handgjorda haute couturens exklusiva, måttsydda uppsättningar. Prêt-à-porter uppstod på 1960-talet då ungdomar blev en köpstark grupp med stor efterfrågan på moderna kläder och  i samband med att de unga formgivarna ville skapa ett mode oberoende av haute couturens föreskrivna linje. Idag utgår i allt större utsträckning nya trender från prêt-à-porter.